# Bíňovce
Bíňovce (bis 1927 slowakisch „Binovce“; deutsch Binowetz oder Binowitz, ungarisch Binóc – bis 1873 Bingóc oder Béngócz) ist eine Gemeinde im Westen der Slowakei mit 639 Einwohnern (Stand 31. Dezember 2024). Sie gehört zum Okres Trnava, einem Teil des Trnavský kraj.

## Geographie
Die Gemeinde befindet sich im Hügelland Trnavská pahorkatina am linken Ufer des Flüsschens Trnávka, unmittelbar südlich der Kleinen Karpaten. Das Ortszentrum liegt auf einer Höhe von 198 m n.m. und ist 16 Kilometer von Trnava entfernt.
Nachbargemeinden sind Trstín im Norden, Horná Krupá im Osten, Dolná Krupá im Südosten, Boleráz im Süden und Smolenice im Westen.

## Geschichte

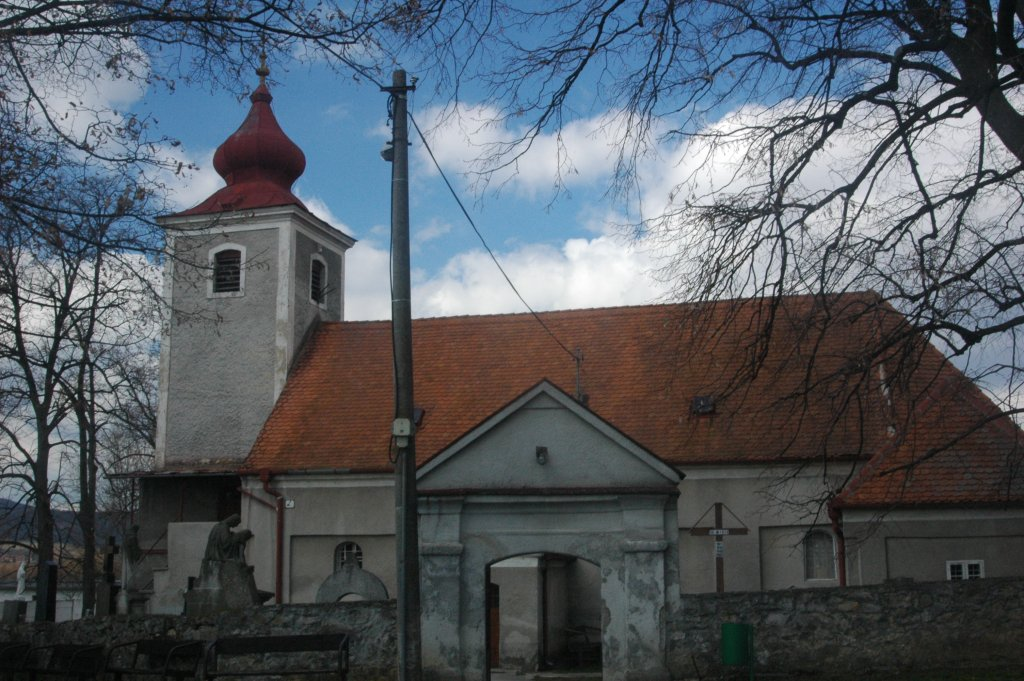
Kirche in Bíňovce

Bíňovce wurde zum ersten Mal 1330 als Byn beziehungsweise Ben schriftlich erwähnt und gehörte zum Herrschaftsgut der Burg Ostrý Kameň. Während des Kuruzenkriegs wurde das Dorf in Mitleidenschaft gezogen und vollständig zerstört. 1720 hatte die Ortschaft eine Mühle und 20 Steuerpflichtige, 1828 zählte man 92 Häuser und 661 Einwohner, die als Bauern und Fuhrmänner beschäftigt waren.
Bis 1918 gehörte der im Komitat Pressburg liegende Ort zum Königreich Ungarn und kam danach zur Tschechoslowakei beziehungsweise heute Slowakei.

## Bevölkerung
| Jahr                | 1994 | 2004    | 2014    | 2024    |
| ------------------- | ---- | ------- | ------- | ------- |
| Anzahl der Personen | 647  | 654     | 663     | 639     |
| Unterschied         |      | +1,08 % | +1,37 % | −3,61 % |

| Jahr                | 2023 | 2024 |
| ------------------- | ---- | ---- |
| Anzahl der Personen | 639  | 639  |
| Unterschied         |      | +0 % |

Nach der Volkszählung 2011 wohnten in Bíňovce 669 Einwohner, davon 630 Slowaken, zwei Magyaren sowie jeweils ein Pole und Tscheche. Ein Einwohner gab eine andere Ethnie an und 34 Einwohner machten diesbezüglich keine Angabe. 603 Einwohner bekannten sich zur römisch-katholischen Kirche, drei Einwohner zur evangelischen Kirche A. B. sowie ein Einwohner zur orthodoxen Kirche und zur tschechoslowakischen hussitischen Kirche; ein Einwohner bekannte sich zu einer anderen Konfession. 18 Einwohner waren konfessionslos und bei 42 Einwohnern wurde die Konfession nicht ermittelt.

## Bauwerke
- römisch-katholische Erzengel-Michael-Kirche aus dem 18. Jahrhundert, von der vorherigen Kapelle ausgebaut, der Turm wurde 1788 errichtet